# Federico III de Hesse-Homburg
Federico III Jacobo de Hesse-Homburg (en alemán, Friedrich III. Jacob von Hessen-Homburg; Cölln, 19 de mayo de 1673-'s-Hertogenbosch, 8 de junio de 1746) fue un landgrave de Hesse-Homburg desde 1708 hasta su muerte.

## Biografía
Federico III Jacobo fue el segundo hijo varón del landgrave Federico II de Hesse-Homburg (1633-1708), el famoso Príncipe de Homburg, de su matrimonio con Luisa Isabel (1646-1690), hija del duque Jacobo de Curlandia (1610-1662). Recibió una esmerada educación en la progresista atmósfera cultural y espiritual de la corte electoral de Berlín, donde su padre servía como comandante de las tropas de Brandeburgo.
Después de su confirmación en 1687, se unió a la academia de caballeros de Wolfenbüttel. Más tarde, se unió a un regimiento de caballería en Wurtemberg. En 1690, era capitán del Ejército de la Provincias Unidas de los Países Bajos; en 1692, era coronel del regimiento de caballería de Groninga. Continuó siendo ascendido: a brigadier en 1701, a mayor general en 1704 y después de la batalla de Blenheim el 13 de agosto de 1704, a teniente general. Permaneció en el servicio holandés hasta la Paz de Utrecht, y entonces asumió el gobierno en Homburg.
Federico III no pudo contribuir en gran medida a la administración de su territorio mientras estuvo en el servicio holandés. Es mencionable, sin embargo, la fundación en 1721 del orfanato de Homburg, que todavía existe como "Fundación del Landgraviato". Los archivos de la Fundación fueron transferidos a los archivos de la Ciudad de Bad Homburg en agosto de 2010.
Las políticas de tolerancia religiosa de Federico permitieron la publicación en Homburg del libro Ein Geistlicher Würtz-Kräuter und Blumen-Garten oder des Universal-Gesang-Buchs ("Un jardín religioso de plantas y flores, o el cancionero universal") por Christoph Schütz.
Después de que el nivel de deuda pública en Hesse-Homburg hubiera crecido considerablemente, Federico fue obligado por una comisión de deuda imperial a retomar el servicio en Holanda en 1738. Fue gobernador de la ciudad belga de Lieja y después gobernador de Breda (desde 1741). En 1742, fue ascendido a general de la Caballería.
Murió en 1746, como gobernador de 's-Hertogenbosch, y fue enterrado en la cripta del Castillo de Homburg. Debido a que ninguno de sus hijos lo sobrevivió, fue sucedido como landgrave de Hesse-Homburg por Federico IV, el hijo de su hermano menor, Casimiro Guillermo.

## Matrimonio y descendencia
En Butzbach el 14 de febrero de 1700, Federico III contrajo matrimonio por primera vez con Isabel Dorotea de Hesse-Darmstadt (Darmstadt, 24 de abril de 1676-Homburg, 9 de septiembre de 1721). Tuvieron nueve hijos:
1. Niña nacida muerta (Homburg, 27 de noviembre de 1700).
2. Federica Dorotea Sofía Ernestina (Groninga, 29 de septiembre de 1701-Homburg, 11 de marzo de 1704).
3. Federico Guillermo Luis (Groninga, 1 de septiembre de 1702-ibidem, 19 de agosto de 1703).
4. Luisa Guillermina Leonora Francisca (Homburg, 2 de diciembre de 1703-ib., 20 de agosto de 1704).
5. Luis Juan Guillermo Gruno (Homburg, 15 de enero de 1705-Berlín, 13 de octubre de 1745), príncipe heredero de Hesse-Homburg y mariscal de campo ruso. Desposó el 3 de febrero de 1738 a la princesa Anastasia Trubezkaya (14 de octubre de 1700-San Petersburgo, 27 de noviembre de 1755).
6. Juan Carlos Guillermo Ernesto Luis (Homburg, 24 de agosto de 1706-Fellin, 10 de mayo de 1728).
7. Ernestina Luisa Dorotea Carlota (Homburg, 29 de enero de 1707-ib., 19 de diciembre de 1707).
8. Niño nacido muerto (Homburg, 17 de febrero de 1713).
9. Federico Ulrico Luis (Homburg, 2 de septiembre de 1721-ib., 16 de noviembre de 1721).

En Saarbrücken el 17 de octubre de 1728, Federico III contrajo matrimonio por segunda vez con Cristiana Carlota de Nassau-Ottweiler (Ottweiler, 2 de septiembre de 1685-Homburg, 6 de noviembre de 1761), viuda del conde Carlos Luis de Nassau-Saarbrücken. No tuvieron descendencia.